# Cochlespiridae
Famille
Les Cochlespiridae sont une famille de mollusques gastéropodes marins de l'ordre des Neogastropoda.

## Liste des genres
Selon World Register of Marine Species (6 avril 2021) :
- genre Aforia Dall, 1889
- genre Apiotoma Cossmann, 1889
- genre Clavosurcula Schepman, 1913
- genre Cochlespira Conrad, 1865
- genre Comispira Kantor, Fedosov & Puillandre, 2018
- genre Nihonia McNeil, 1961
- genre Sibogasyrinx Powell, 1969
- genre † Pseudocochlespira Schnetler, 2001

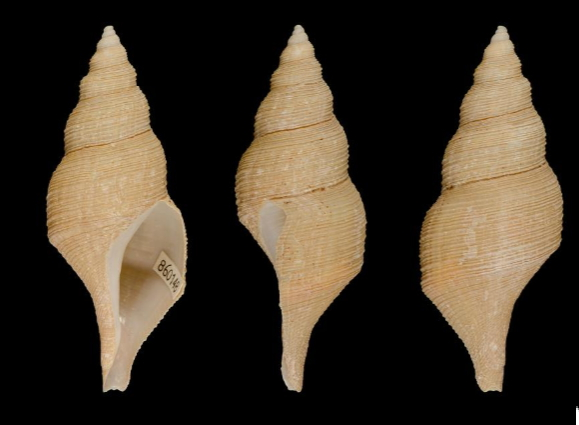
Aforia hedleyi
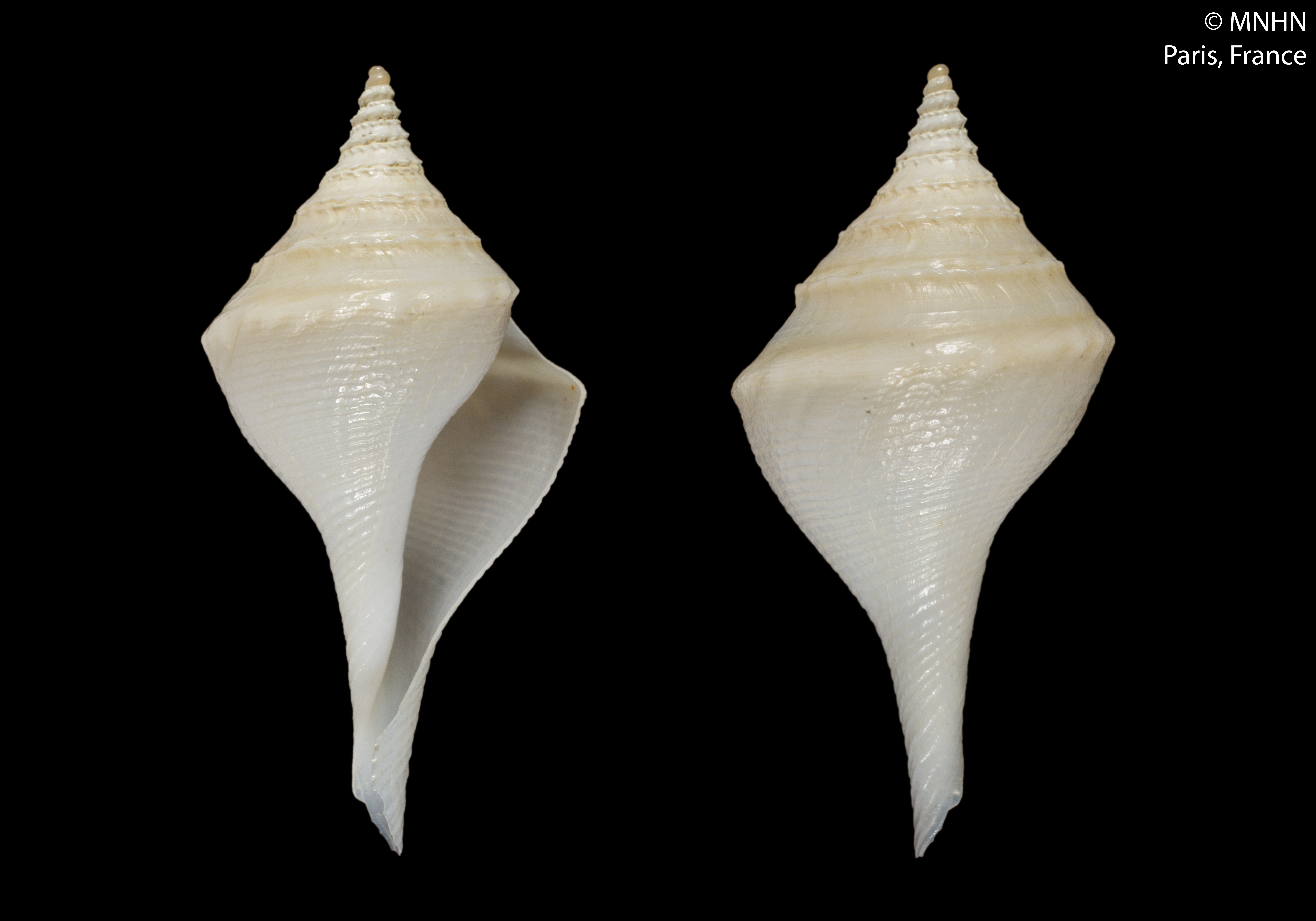
Clavosurcula schepmani
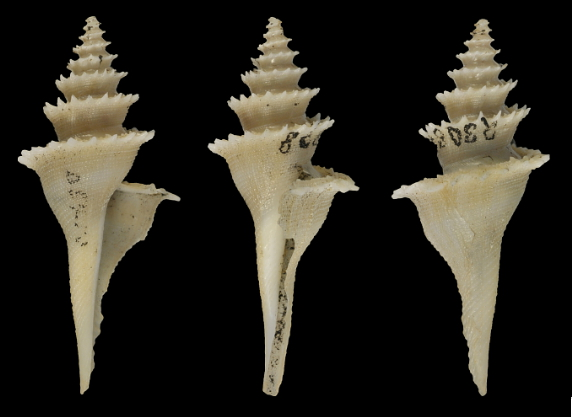
Cochlespira pulchella
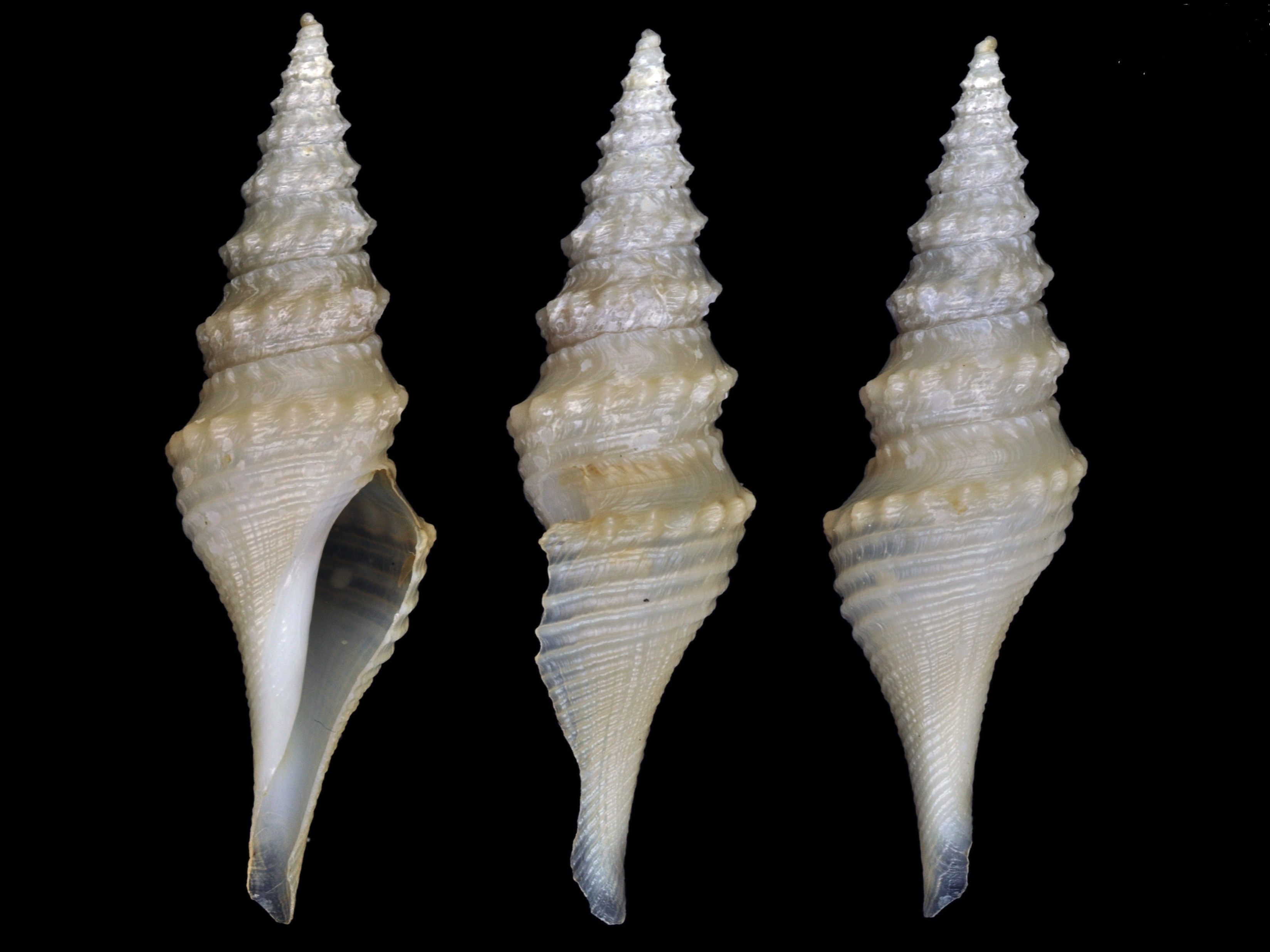
Comispira compta
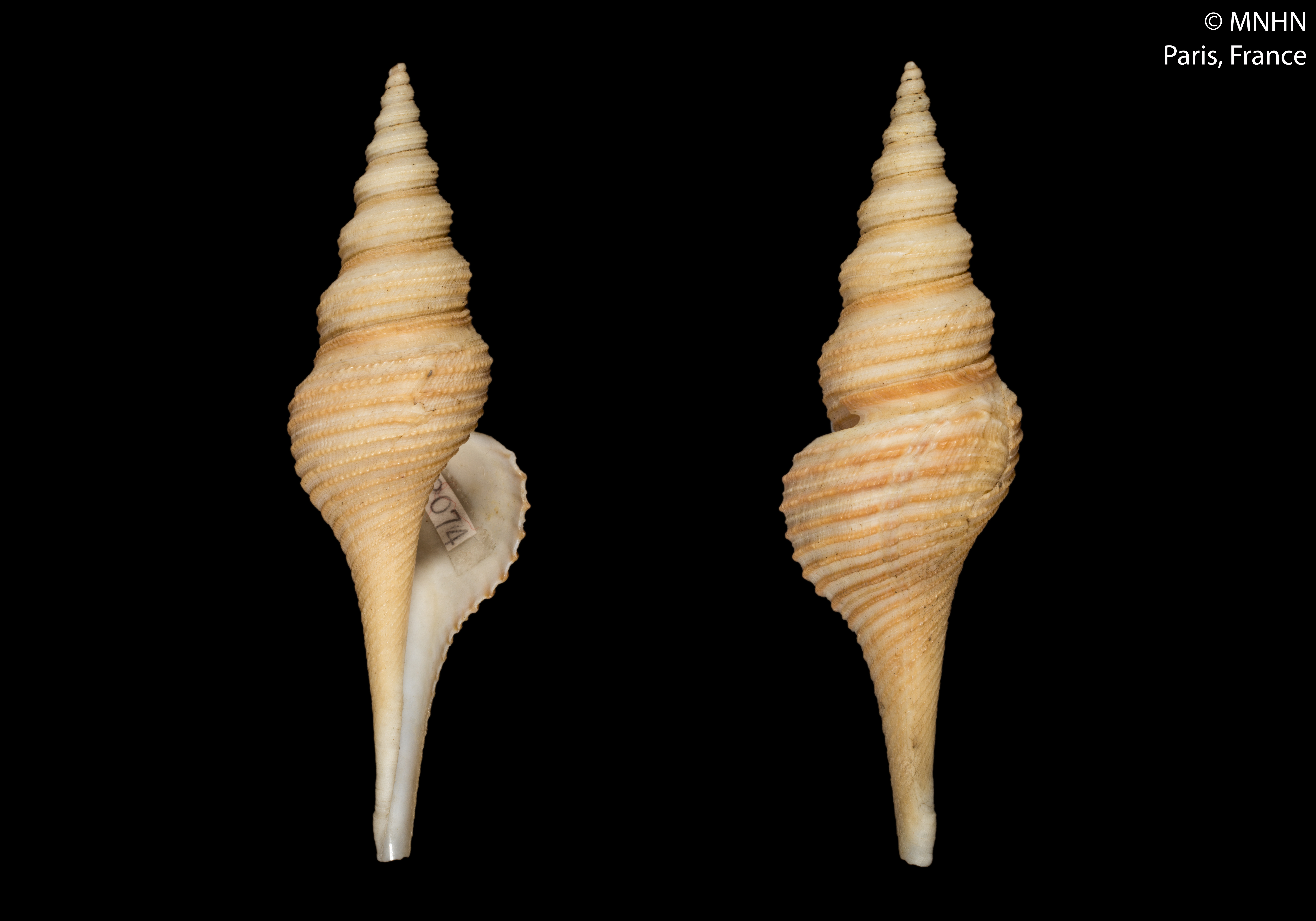
Nihonia australis
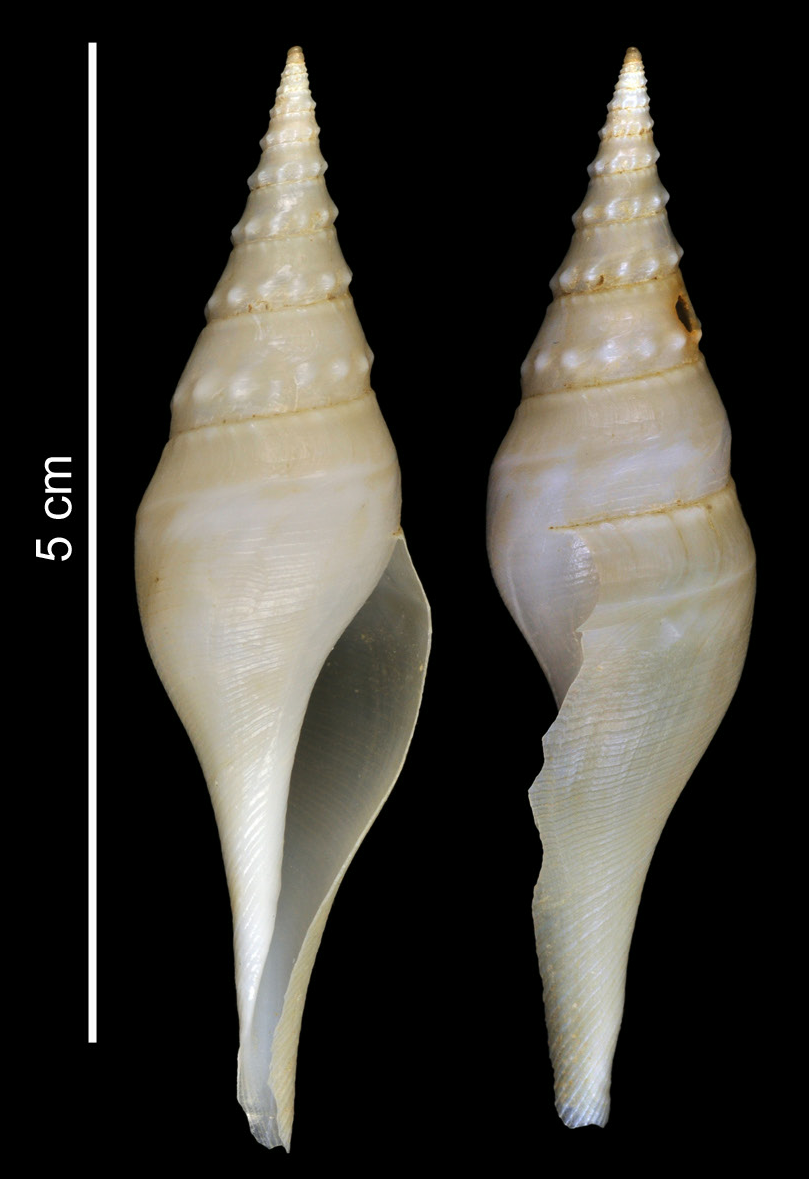
Sibogasyrinx sangeri